# Герб Дергачівського району
Герб Дергачівського райо́ну — офіційний символ Дергачівського району Харківської області, затверджений рішенням сесії районної ради від 29 грудня 2000 року.

## Опис
Щит перетятий і розтятий. На горішній зеленій частині золоті ріг достатку та кадуцей в косий хрест. На другій золотій частині птах деркач натурального кольору серед комишів, супроводжуваний золотим колосом. На третій лазуровій частині срібний контур електростанції, також супроводжуваний золотим колосом. В центрі на срібному щитку з золотими променями лазуровий лапчастий хрест.
Комп'ютерна графіка - К.М.Богатов, В.М.Напиткін.